# Tramlijn Amsterdam - Sloten
De tramlijn Amsterdam - Sloten is een voormalige tramlijn van Amsterdam naar Sloten (NH), die van 1918 tot 1921 met tweedehands rails en materieel als paardentram en later tractortram werd geëxploiteerd door de toenmalige gemeente Sloten en daarna tot 1925 door de gemeente Amsterdam. De lijn werd voorafgaan door omnibusdiensten, voor het eerst in 1841. De verbinding werd in 1925 opgenomen in het Amsterdamse stadsbusnet. Sinds 1991 rijdt tramlijn 2 via een andere, maar nabijgelegen, route naar Nieuw Sloten.

## Voorgeschiedenis
Tijdens de inpoldering van de Haarlemmermeer reed vanaf mei 1841 een paardenomnibusdienst/diligence tussen het Leidseplein/Overtoomse Sluis en Sloten via de Sloterkade en Sloterweg. Deze was ingesteld in 1841 om mensen de gelegenheid te geven de droogleggingswerkzaamheden te bekijken. Deze lijn werd uitgevoerd door Jan Bruyn Azn. Nadien werden door verschillende bedrijven voor korte of langere tijd diensten tussen beide plaatsen aangeboden, waaronder de AOM die het van januari tot oktober 1881 probeerde. Hierna namen G. van Eden en C. de Vroome de lijn over. In 1901 kwam er zelfs een tweede omnibusdienst, die ook door particulieren (de gebroeders Witsiers) werd geëxploiteerd.

## Tramverbinding
In juni 1917 besloot de gemeenteraad van Sloten tot aanleg van een elektrische tramlijn, kennelijk zonder voldoende financiële dekking. Al eerder waren ook elektrische tramlijnen Amsterdam - Sloterdijk tot stand gekomen, in 1904 via de Admiraal de Ruijterweg (door de ESM) en in 1916 via de Haarlemmerweg (door de GTA).
Mede als gevolg van Eerste Wereldoorlog waren de kosten voor aanleg voorlopig nog te hoog, maar in 1918 kon een enkelsporige trambaan met onderweg een wisselplaats worden aangelegd. De route liep geheel binnen de grenzen van de toenmalige gemeente Sloten en begon aan de Akerweg, nabij de Sloterbrug, volgde daarna de Sloterweg en de Sloterstraatweg (vanaf 1922 Sloterkade geheten), volgde dan Théophile de Bockstraat, Jacob Marisplein en -straat en eindigde in de Bosboomstraat (sinds 1922: Andreas Schelfhoutstraat) op de hoek van de Sloterkade bij de Overtoomse Sluis, waar zich een ophaalbrug over de Schinkel bevond. Door de keuze voor kaapspoor (spoorwijdte 1067 mm) was aansluiting op het Amsterdamse tramnet, dat normaalspoor (1435 mm) heeft, niet mogelijk.
De tramremise bevond zich in het dorp Sloten in een oud pakhuis aan de Sloterweg 1275. Dit gebouw is nog blijven staan tot de afbraak in 1988.
De tramlijn werd geopend op 13 augustus 1918 en geëxploiteerd door de Gemeentetram Sloten. In tegenstelling tot het eerdere besluit van de gemeente Sloten werd de tram niet elektrisch, maar een paardentram. Ook vanwege kostenoverwegingen waren trams en rails tweedehands aangeschaft. De tramrijtuigen waren afkomstig van de Amersfoortsche Tramweg-Maatschappij (ATM) en de MET-tramlijn Gouda - Bodegraven, beide in 1917 opgeheven. De rails waren vrijgekomen van de lijn Winschoten - Bellingwolde van de Stoomtramweg-Maatschappij Oostelijk Groningen, waar het spoor verzwaard was vanwege de ingebruikname van stoomtrams. Achteraf bleek de lijn de laatste nieuw aangelegde paardentramlijn in Nederland.

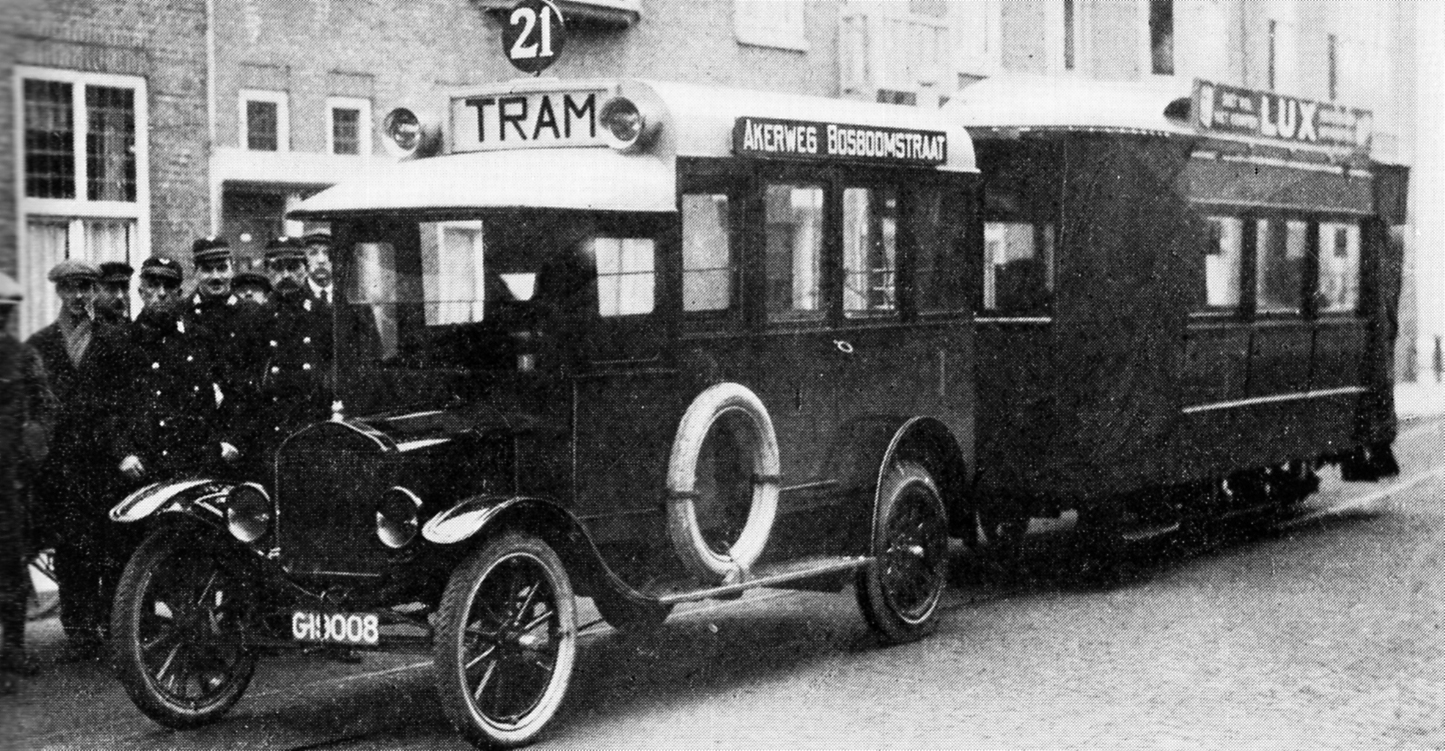
Het paard van de tram van Amsterdam naar Sloten werd vervangen door een bus die als tractor fungeerde, hier in de Jacob Marisstraat, 1922.

Per 1 januari 1921 werd de gemeente Sloten geannexeerd door de gemeente Amsterdam waardoor de route geheel binnen Amsterdam kwam te liggen. De Gemeentetram Sloten ging op in de Gemeentetram Amsterdam maar pas op 1 juni 1921 werd de lijn door de GTA zelf in exploitatie genomen. De lijn kreeg administratief het lijnnummer 21 en het tweedehands materieel werd vervangen door in betere staat verkerende paardentramtramrijtuigen afkomstig van de GTA zelf. De laatste paardentram reed op 28 februari 1922 en werd vervangen door een tractortram. Deze reed daadwerkelijk met het lijnnummer 21. Aan de Amsterdamse zijde werd de route enigszins ingekort en het eindpunt kwam te liggen in de Jacob Marisstraat. 
Toen in 1925 modernere en betrouwbaardere motorvoertuigen beschikbaar kwamen liet men de tramwagen achterwege en werden de passagiers voortaan nog uitsluitend in het trekvoertuig vervoerd. Alleen bij grote drukte werd nog met trams gereden. Op 3 december 1925 werd de gehele tramdienst gestaakt en vervangen door buslijn G waarmee de autobus naar Sloten was geboren.

## Dienstuitvoering
In eerste instantie werd elke 90 à 120 minuten gereden van 6 uur 's ochtends tot 22 uur in de avond. Later nam de frequentie toe tot een 40-minutendienst. Vanwege het enkelsporige traject, met slechts één wisselplaats halverwege, was het niet mogelijk een hogere frequentie te rijden. Wel kon bij drukte met gekoppelde trams gereden worden.

### Materieel
Van het opgeheven trambedrijf van Amersfoort werden drie rijtuigen overgenomen. Na enige tijd kwam er materieel van OG. Later werden deze rijtuigen vervangen door paardentrams van de AOM.
| Nummer  | Jaar  | Fabrikant | Afkomst  | Opmerking |
| ------- | ----- | --------- | -------- | --- |
| 1       | 1917? |           | ATM      | 16 zitplaatsen, 12 staanplaatsen |
| 2-3     | 1917? |           | ATM      | 12 zitplaatsen, 12 staanplaatsen |
| 4       | 1917? |           | GB       | 16 zitplaatsen, 12 staanplaatsen |
| 5       | 1917? |           | GB       | 16 zitplaatsen, 12 staanplaatsen. Later nr 6. Mogelijk betreft dit het rijtuig dat in de periode 1877 - 1888 werd gebouwd voor de TH. Dit rijtuig zou volgens bronnen in 1925 zijn afgevoerd, maar niet voordat het door de GTA werd omgenummerd in 10. |
| 2, 5, 7 | 1919? |           | OG       | 16 zitplaatsen, 20 staanplaatsen |
| 1-4     | 1922? |           | AOM, GTA | Voormalige 120, 144, 228 en 255. 14 zitplaatsen, 12 staanplaatsen |
| 5       | 1922? |           | AOM, GTA | Voormalige 541. 20 zitplaatsen, 18 staanplaatsen |

## Geraadpleegde literatuur
- H.J.A. Duparc: Lijnenloop Openbaar Vervoer Amsterdam, 1839 - 1989, uitg. Gemeentevervoerbedrijf, Amsterdam, 1989, 96 p.